# K-Projekt
Das K-Projekt war eine Planungsstudie eines Kleinst-U-Bootes der deutschen Kriegsmarine. Erstmals fiel dieser Begriff im Konstruktionsamt des Oberkommando der Marine (OKM) nach dem japanischen Angriff auf Pearl Harbor am 7. Dezember 1941, in dessen Zuge auch japanische Kleinst-U-Boote eingesetzt worden waren.

## Entwicklungsgeschichte
Nach Fertigstellung der Risszeichnungen und Konstruktionspläne wurde 1942 ein Schleppmodell gebaut und diversen Versuchen unterzogen. Der Rumpf des K-Projektes war zylindrisch und lief am Heck konisch zu. Die Primärbewaffnung sollte aus drei Torpedos bestehen, die im Inneren des Bugs in dafür vorgesehene Aussparungen gelagert wurden. Der Ausstoß der Torpedos sollte ebenfalls buglastig erfolgen. Zur Orientierung der Besatzung war ein kleiner Turm mit Sichtfenstern vorgesehen.
Die kaiserlich japanische Marine verweigerte jedoch die Herausgabe von detaillierten Konstruktionsunterlagen und verstieß damit gegen den Dreimächtepakt, in dem sich die Bündnispartner hinsichtlich der Kriegs- und Kampferfahrung Unterstützung wehrwirtschaftlicher und technischer Art zugesichert hatten. Das K-Projekt wurde daher eingestellt.